# 哈斯韦尔 (科罗拉多州)
哈斯韦尔（英語：Haswell），是美国科罗拉多州凯厄瓦县下属的一座城市。建市于1920年9月2日，面积大约为0.852平方英里（2.207平方公里）。根据2010年美国人口普查，该市有人口68人。2011年估计该市有人口70人，相比2010年人口增长率为2.94%。同时，论人口该市是科罗拉多州第263大城市。